# 颍州 (东魏)
颍州，东魏时设置的州。
魏孝静帝天平元年（534年）置颍州，治所在颍川郡长社县（今河南省长葛市东北老城镇）。辖境相当今许昌市、建安区、禹州市、长葛市、鄢陵县、临颍县、扶沟县等地。武定七年（549年）改颍州置郑州，治所在颍阴县（今河南省许昌市）。北周大定元年（581年）改为许州。